# Anna Torv
 (février 2023).
Si vous disposez d'ouvrages ou d'articles de référence ou si vous connaissez des sites web de qualité traitant du thème abordé ici, merci de compléter l'article en donnant les références utiles à sa vérifiabilité et en les liant à la section « Notes et références ».
Anna Torv, née le 7 juin 1979 à Melbourne, est une actrice australienne.
Elle est connue pour son rôle d'Olivia Dunham dans la série de science-fiction de Fox Fringe (2008-2013), du Dr Wendy Carr dans la série policière de Netflix Mindhunter (2017-2019), ainsi que celui de Theresa « Tess » Servopoulos dans la série dramatique post-apocalyptique The Last of Us (2023) d'HBO.
Depuis 2021, elle joue le rôle d’Helen Norville dans la série d'ABC Profession : reporter, pour laquelle elle remporte en 2021 et 2024 l'AACTA Award de la meilleure actrice principale dans une série dramatique et en 2022 le Logie Award de la meilleure actrice.
Sa performance dans Fringe lui a valu quatre Saturn Awards consécutifs de la meilleure actrice principale dans une série dramatique réalisant un record pour un interprète, et une nomination pour le Critics' Choice Television Award de la meilleure actrice dans une série dramatique.
Pour sa performance dans la série The Last of Us, elle obtient sa toute première nomination aux Primetime Emmy Awards dans la catégorie meilleure actrice invitée dans une série dramatique.
Elle tient le premier rôle dans la série australienne Territory (en), diffusée sur Netflix.

## Biographie
Anna Torv est née à Melbourne, en Australie, fille de Hans Torv et Susan Carmichael. Elle a un frère cadet du nom de Dylan. Elle possède des origines écossaises par sa mère et estoniennes par son père. Séparée très jeune de celui-ci, elle fut également la nièce par alliance de Rupert Murdoch (actionnaire majoritaire de News Corporation et 88e fortune mondiale), ancien époux de sa tante Anna dePeyster,.
Elle a fréquenté la All Saints Anglican School et la Benowa State High School, dont elle est sortie diplômée en 1996.
Elle termine ses études à l'Institut National d'Art Dramatique de Sidney en 2001.

### Vie privée
En décembre 2008, elle se marie à son ex-partenaire dans la série Fringe, l'acteur Mark Valley, mais le couple divorce en avril 2010,.
Elle est une amie de longue date de l’actrice Lena Headey.
Alors qu'elle vivait à Los Angeles, l’actrice est devenue mère d’un garçon nommé Evan et a acheté une maison dans cette ville.
Elle n'utilise pas les réseaux sociaux. Résidente de Los Angeles depuis plus de dix ans, elle a vendu sa maison et est retournée sur la Gold Coast Australienne peu après le début de la pandémie de COVID-19, au début de l'année 2020.

## Carrière
Anna Torv commence sa carrière en enchaînant les rôles secondaires à la télévision dans Young Lions et Le Ranch des McLeod.
Parallèlement, elle a joué le rôle d'Ophélie avec la Bell Shakespeare (en) dans la production de John Bell.
En 2004, elle rejoint la distribution de la série télévisée australienne acclamée Nos vies secrètes.
En 2005, elle a enregistré une série de livres audio pour la Solo Collection de Scholastic Australie, dont les titres Little Fingers, Jack's Owl, Spike, et Maddy in The Middle.
En 2007, elle tient le rôle de Nariko, l’héroïne principale du jeu vidéo Heavenly Sword aux côtés d’Andy Serkis. L'année suivante, elle tourne dans la série anglaise Mistresses.
Toujours en 2008, jusqu'en 2013, elle tient le rôle de l'agent du FBI Olivia Dunham dans la série télévisée américaine Fringe. Rôle qui lui permet d'être nommée cinq fois pour le Saturn Award de la meilleure actrice de télévision et d'en remporter quatre de 2009 à 2013.
En 2010, elle joue dans la mini-série L'Enfer du Pacifique avec Rami Malek, Joseph Mazzello, Jon Seda et James Badge Dale.
En 2014, elle reprend son rôle de Nariko dans l'adaptation cinématographique d'Heavenly Sword. L'année suivante, elle interprète Gwendoline Churchill dans la mini-série Deadline Gallipoli.
En 2016, elle joue dans Mindhunter de David Fincher, diffusée sur Netflix. La même année, elle joue dans la série australienne Secret City dans le rôle d’Harriet Dunkley une journaliste politique reconnue qui souhaite dévoiler un grand complot dans le parlement Australien.
En 2019, elle reprend son rôle d’Harriet Dunkley dans la série Secret City, désormais sous le nom de Secret City : Under The Eagle.
Depuis aout 2021, elle incarne une journaliste, Helen Norville, dans la série acclamée par la critique Profession : reporter d'ABC. Cette même année, elle joue dans la mini-série australienne Fires, qui est inspirée d'événements réels, sur les expériences de personnes de tous les jours en première ligne des incendies dévastateurs de l'été australien 2019-2020.
En 2023, elle est à l'affiche de la nouvelle série post-apocalyptique d'HBO The Last of Us, qui est tirée du premier jeu homonyme, dans laquelle elle interprète le rôle de Theresa « Tess » Servopoulos, aux côtés de Pedro Pascal et Bella Ramsey.
En 2024, elle tient le premier rôle dans la série australienne Territory, produite par Netflix.

## Filmographie

### Cinéma
- 2003 : Travelling Light de Kathryn Millard : Debra Fowler
- 2006 : The Book of Revelation d'Ana Kokkinos : Bridget / Gertrude
- 2014 : Heavenly Sword de Gun Ho Jang : Nariko (voix anglaise)
- 2014 : Love Is Now de Jim Lounsbury : Virginia Grey
- 2015 : The Daughter de Simon Stone : Anna[16]
- 2017 : Stephanie d'Akiva Goldsman : Jane
- 2023 : Scarygirl de Ricard Cussó et Tania Vincent : La Gardienne (voix)
- 2024 : Sauvage : Canicule 2 (Force of Nature: The Dry 2) de Robert Connolly : Alice Russell

### Télévision
Séries télévisées
- 2002 : Young Lions (en) - 13 épisodes : Irena Nedov
- 2004 : Le Ranch des McLeod (Mc Leod's Daughters) - 2 épisodes : Jasmine McLeod
- 2004-2005 : Nos vies secrètes (The Secret Life of Us) - 20 épisodes : Nikki Martel
- 2008 : Mistresses - 5 épisodes : Alex
- 2008-2013 : Fringe - 100 épisodes : Olivia Dunham / Fauxlivia
- 2010 : L'enfer du Pacifique (The Pacific) - 1 épisode : Virginia Grey
- 2015 : Deadline Gallipoli (en) - 2 épisodes : Gwendoline Churchill
- 2016-2019 : Secret City (en) : Harriet Dunkley
- 2017-2019 : Mindhunter - 17 épisodes : Dr Wendy Carr
- 2021 : Fires (en) - 2 épisodes : Lally Robinson
- 2021 - 2025 : Profession : reporter (The Newsreader) - 18 épisodes : Helen Norville
- 2023 / 2025 : The Last of Us - 3 épisodes : Theresa « Tess » Servopoulos
- 2024 : Nautilus - 1 épisode : Revna
- 2024 : Territory - 6 épisodes : Emily Lawson
- 2024 : So Long, Marianne - 8 épisodes : Charmian Clift

Téléfilms
- 2002 : White Collar Blue (en) de Ken Cameron : Une voisine
- 2007 : Frankenstein (en) de Jed Mercurio : Une infirmière

### Jeux vidéo
- 2007 : Heavenly Sword : Nariko (voix et capture de mouvements)

## Distinctions

### Récompenses
- 2009 : 36e cérémonie des Saturn Awards : Meilleure actrice dans une série télévisée dramatique pour Fringe
- 2010 : 37e cérémonie des Saturn Awards : Meilleure actrice dans une série télévisée dramatique pour Fringe
- 2011 : 38e cérémonie des Saturn Awards : Meilleure actrice dans une série télévisée dramatique pour Fringe
- 2012 : 39e cérémonie des Saturn Awards : Meilleure actrice dans une série télévisée dramatique pour Fringe
- 2017 : Logie Awards de l’actrice la plus remarquable dans une série télévisée dramatique pour Secret City
- 2021 : Australian Academy of Cinema and Television Arts Awards : Meilleure actrice principale dans une série télévisée dramatique pour Profession : reporter
- 2022 : Logie Awards de l’actrice la plus remarquable dans une série télévisée dramatique pour Profession : reporter
- 2022 : Equity Awards de la meilleure performance d'ensemble dans une série télévisée dramatique pour Profession : reporter
- 2024 : CinEuphoria Awards (es) : Prix honorifique pour sa performance dans la série télévisée dramatique The Last of Us
- 2024 : Australian Academy of Cinema and Television Arts Awards : Meilleure actrice principale dans une série télévisée dramatique pour Profession : reporter

### Nominations
- 2008 : Saturn Awards : Meilleure actrice dans une série télévisée dramatique pour Fringe
- 2008 : NAVGTR Awards de l’interprétation principale dans un jeu vidéo pour Heavenly Sword
- 2009 : Scream Awards de la meilleure révélation féminine dans une série télévisée dramatique pour Fringe
- 2009 : Teen Choice Awards : Meilleure actrice dans une série télévisée dramatique pour Fringe
- 2010 : Scream Awards de la meilleure performance télévisée dans une série télévisée dramatique pour Fringe
- 2010 : Teen Choice Awards : Meilleure actrice dans une série télévisée dramatique pour Fringe
- 2011 : Scream Awards de la meilleure actrice de SF dans une série télévisée dramatique pour Fringe
- 2011 : International Online Cinema Awards de la meilleure actrice dans une série télévisée dramatique pour Fringe
- 2011 : Critics' Choice Television Awards : Critics' Choice Television Awards Meilleure actrice dans une série télévisée dramatique pour Fringe
- 2011 : Teen Choice Awards : Meilleure actrice dans une série dramatique pour Fringe
- 2012 : IGN Awards de la meilleure actrice TV dans une série télévisée dramatique pour Fringe
- 2012 : Teen Choice Awards : Meilleure actrice dans une série télévisée dramatique pour Fringe
- 2013 : Saturn Awards : Meilleure actrice dans une série télévisée dramatique pour Fringe
- 2015 : BTVA Special/DVD Voice Acting Award : Meilleure performance vocale féminine dans un court métrage sur DVD pour Heavenly Sword
- 2016 : Australian Academy of Cinema and Television Arts Awards 2016 : Meilleure actrice dans un second rôle pour The Daughter
- 2019 : Australian Academy of Cinema and Television Arts Awards 2019 : Meilleure actrice principale dans une série télévisée dramatique pour Secret City
- 2022 : Logie Awards : Actrice la plus populaire dans une série télévisée dramatique pour Profession : reporter
- 2023 : Gold Derby Awards : Meilleure actrice invitée dans une série télévisée dramatique pour The Last of Us
- 2023 : Online Film & Television Association de la meilleure actrice invitée dans une série télévisée dramatique pour The Last of Us
- 2023 : Primetime Emmy Awards : Meilleure actrice exceptionnelle invitée dans une série télévisée dramatique pour The Last of Us
- 2023 : MTV Movie + TV Awards du meilleur baiser dans une série télévisée dramatique pour The Last of Us, partagé avec Philip Prajoux
- 2023 : International Online Cinema Awards de la meilleure actrice dans une série télévisée dramatique pour The Last of Us
- 2023 : TV Scholar Awards Meilleure performance invitée dans une série télévisée dramatique pour The Last of Us
- 2024 : Logie Awards Meilleure actrice principale dans une série télévisée dramatique pour Profession : Reporter
- 2025 : AACTA Awards Meilleure actrice principale dans un film pour Force of Nature: The Dry 2 (En attente)
- 2025 : AACTA Awards Meilleure actrice principale dans une série dramatique pour Territory (en) (En attente)

## Voix francophones
En version française, Anna Torv est d'abord doublée par Odile Cohen dans Fringe, Deadline Gallipoli (en) et Mindhunter.
La doublant une première fois dans Profession : reporter, Myrtille Bakouche devient la nouvelle voix régulière de l'actrice, la retrouvant dans The Last of Us, Nautilus et Territory (en).
À titre exceptionnel, elle est doublée par Delphine Moriau dans Mistresses, Sandra Veloccia dans L'Enfer du Pacifique et Ariane Deviègue dans Fires (en).